# 천안가온중학교
천안가온중학교(天安가온中學校)는 대한민국 충청남도 천안시 동남구 청당동에 있는 공립 중학교이다.

## 학교 연혁
- 2008년 9월 26일 : 천안가온중학교 설립 인가(36학급)
- 2011년 3월 1일 : 초대 김승철 교장 취임
- 2011년 3월 5일 : 제1회 입학식 거행(362명)
- 2024년 2월 16일 : 제11회 졸업식 거행(307명, 누계 3,481명)
- 2024년 3월 1일 : 제6대 신성영 교장 취임
- 2024년 3월 4일 : 제14회 입학식(310명)
- 2025년 1월 6일 : 제12회 졸업식 거행(309명, 누계 3,790)
- 2025년 3월 4일 : 제15회 입학식(311명)

## 참고 자료
- 천안가온중학교 - 한국교육학술정보원 학교알리미